# Mulino Il Cardellino
Mulino Il Cardellino is een windmolenromp die zich bevindt op ongeveer 1 km afstand van het stadje Bibbona, gelegen in Toscane.
Het betreft de romp van een ronde stenen torenmolen die zich op een heuvel bevindt. De molen was werkzaam vanaf de 18e eeuw tot het begin van de 20e eeuw. In 1967 werd de molen door de toenmalige eigenaar gerestaureerd.